# 君夏シリーズ
君夏シリーズ（きみなつシリーズ）は、古矢渚による日本の漫画作品。
『君は夏のなか』（きみはなつのなか）、『君と夏のなか』（きみとなつのなか）の二タイトルから成る。現在『gateau』にて連載中。

## あらすじ
平凡な戸田渉と学校一のイケメンと言われる佐伯千晴の仲良さは周囲からは不思議に思われていた。実は偶然お互いの映画好きという趣味を知ることになり、よく話すようになったのだ。ある夏の日の映画終わり、戸田は佐伯から突然告白されてしまう。しかし佐伯は、告白の受け入れよりも、夏休みを使った、映画『白日の海』の聖地巡礼を頼み、戸田はそれを受け入れた。夏休み明け、戸田は佐伯と同じクラスの川口から衝撃の事実を聞かされる。
高校を卒業し、二人は別々の大学で多忙ながらもよく会っていた。戸田のバイトの先輩が譲ってくれた映画『青写真』の舞台挨拶に行ったり、花火大会に行ったりした。その花火大会で佐伯とはぐれてしまい、連絡を取ろうとしたところでスマホを忘れたことに気付いた。このとき戸田は、偶然佐伯と同じ大学の秋吉と会ったことで連絡を取ってもらうが、そのやり取りから戸田の中でもやもやした感情が生まれてしまう。

## 登場人物

### 主要人物
戸田 渉（とだ わたる）
平凡な高校生。姉がいる。
好きな映画のジャンルはアクション、コメディ、アドベンチャー、シリーズ系。
佐伯 千晴（さえき ちはる）
高校一のイケメンでよくモテるが、告白は断っている。成績も良い。
好きな映画のジャンルはサスペンス、ミステリー、ＳＦ、緊迫感のあるドラマ系。

### 高校の友人
関口（せきぐち）
戸田とよくつるむ男子。成績は良い。黒縁の眼鏡をかけている。
平岡（ひらおか）
戸田とよくつるむ男子。柔道をやっている。
浅田（あさだ）
戸田とよく話す女子。佐伯のことはイケメンと思っているがタイプではない。
川口（かわぐち）
佐伯の男の友人。戸田にあることを伝える。

### 大学の友人
大倉（おおくら）
戸田と同じ大学。
秋吉（あきよし）
佐伯と同じ大学。佐伯曰く「飄々としている」。
新見（にいみ）
戸田のバイト先の男性の先輩。
斉藤（さいとう）
戸田のバイト先の女性の先輩。

## 書誌情報
- 古矢渚『君は夏のなか』一迅社〈gateauコミックス〉、全1巻
  1. 2017年10月5日発売[* 1]、ISBN 978-4-7580-7714-9（初回限定版）、ISBN 978-4-7580-7744-6
- 古矢渚『君と夏のなか』一迅社〈gateauコミックス〉、既刊2巻（2022年7月現在）
  1. 2019年7月30日発売[* 2]、ISBN 978-4-7580-7961-7（限定版[注釈 1]）
  2. 2022年7月29日発売[* 3]、ISBN 978-4-7580-2441-9（限定版[注釈 2]）